# كريستينا فون بولو
كريستينا فون بولو (بالدنماركية: Christina von Bülow)‏ هي عازفة ساكسفون دنماركية، ولدت في 1962.

## وصلات خارجية
- الموقع الرسمي
- كريستينا فون بولو على موقع ميوزك برينز (الإنجليزية)
- كريستينا فون بولو على موقع أول ميوزيك (الإنجليزية)
- كريستينا فون بولو على موقع ديسكوغز (الإنجليزية)